# Hillsboro (Iowa)
Hillsboro és una població dels Estats Units a l'estat d'Iowa. Segons el cens del 2000 tenia 205 habitants.

## Demografia
Segons el cens del 2000, Hillsboro tenia 205 habitants, 81 habitatges, i 54 famílies. La densitat de població era de 155,2 habitants/km².
Dels 81 habitatges en un 34,6% hi vivien nens de menys de 18 anys, en un 53,1% hi vivien parelles casades, en un 11,1% dones solteres, i en un 32,1% no eren unitats familiars. En el 28,4% dels habitatges hi vivien persones soles el 14,8% de les quals corresponia a persones de 65 anys o més que vivien soles. El nombre mitjà de persones vivint en cada habitatge era de 2,53 i el nombre mitjà de persones que vivien en cada família era de 3,04.
Per edats la població es repartia de la següent manera: un 28,8% tenia menys de 18 anys, un 7,3% entre 18 i 24, un 26,8% entre 25 i 44, un 24,4% de 45 a 60 i un 12,7% 65 anys o més.
L'edat mediana era de 37 anys. Per cada 100 dones de 18 o més anys hi havia 87,2 homes.
La renda mediana per habitatge era de 35.500 $ i la renda mediana per família de 36.563 $. Els homes tenien una renda mediana de 30.000 $ mentre que les dones 20.000 $. La renda per capita de la població era d'11.985 $. Entorn del 13,6% de les famílies i el 21,8% de la població estaven per davall del llindar de pobresa.

## Poblacions properes
El següent diagrama mostra les poblacions més properes.